# マンヌス
マンヌス (Mannus) は、ゲルマン民族に伝えられる神話の登場人物で、トゥイストーの息子である。この神の名前は人間（ホモ・サピエンス）を意味している。
その名前はまた、インド・イラン語派の語「Manu（マヌ）」と同じ語根から生じている（マヌは、最初にこの大地を支配した神聖な王の名である。彼が多くの種子を持って「大洪水」を生き延び、人類の祖となったとされる。この物語は、旧約聖書に登場するノアと同類のものである。）。
名前はまた、マン島の名の由来となった、ケルト神話に登場する神マナナン・マクリルの名とも関係があるかも知れない。
タキトゥスが『ゲルマニア』に述べるところによると、マンヌスは、名前がイング (Ing)、イルミン (Irmin)、そしてイスタエウ (Istaev) もしくはIscioとして推定されうる3人の息子を得たという。その3人を、研究者の幾人かはアイスランドの『エッダ』に現れる神フレイ（別名ユングヴィ）とトール、そしてオーディンだとして同一視する。
しかし『エッダ』にあっては、マンヌスは、「世界の輝き」と呼ばれるヘイムダルに酷似している。
『巫女の予言』が冒頭で語るところの1節で、人間は「ヘイムダルの子」と呼びかけられている。
さらに詩『リーグルの詩』にあっては、ヘイムダル（リーグル）は、氏族の階級身分のそれぞれに結びつけられて登場する。
タキトゥスの『ゲルマニア』第2章は、これらのゲルマン民族の名前を明記し、マンヌスの血統の者たちだと主張している。
- インガエウォネース族 - 北海沿岸の付近に居住。
- ヘルミノーネース族 (Herminones もしくは Irminones) - エルベ川の付近の内陸部に居住。
- イスタエウォネース族 (Istvaeones) - ライン川の辺縁に居住。